# سسک نویمان
سسک نویمان (نام علمی: Hemitesia neumanni) نام یک گونه از تیره سسک‌های بیشه است.